# Педро Мессія де ла Серда
Педро Мессія де ла Серда-і-де лос Ріос, 5-й маркіз де ла Вега де Арміхо (ісп. Pedro Messía de la Cerda y de los Ríos; 16 лютого 1700 — 15 квітня 1783) — іспанський віцеадмірал і колоніальний чиновник, віце-король Нової Гранади від 1761 до 1773 року.

## Біографія
Походив зі знатного іспанського роду Мессія де ла Серда з Андалусії. Молодший син Луїса Мессії де ла Серди-і-Мендоси, 2-го маркіза де ла Вега де Арміхо, та Анни де лас Ріос-і-Кабрера. В молодому віці вступив до лав Королівської армади. Брав участь у завоюванні Сардинії та відвоюванні Сицилії. 1719 року був учасником багатьох морських битв проти англійців.
Вперше потрапив до берегів Америки 1720 року. За рік він узяв участь в операції проти контрабандистів у Картахені й Портобело. 1726 року отримав посаду лейтенанта фрегату, а 1745 став капітаном.
1747 року де ла Серда був капітаном лінійного корабля Glorioso, з яким брав участь у чотирьох битвах між іспанцями та різними загонами англійців під час Війни за австрійську спадщину; з кожної з тих битв він вийшов переможцем. Пізніше капітану доручили перевезти чотири мільйони срібних доларів з Америки до Іспанії. Під час тієї подорожі де ла Серді довелось відбивати атаки англійців біля Азорських островів і поблизу з мисом Фіністерре, та він зумів успішно доставити вантаж до порту Коркубіон.
За кілька днів після того судно Педро Мессії зазнало атаки з боку двох британських суден, в результаті чого іспанське судно зазнали значних ушкоджень, а сам капітан потрапив у полон. Судно довелось залишити в Лісабоні, а де ла Серду разом з його екіпажем доправили до Англії. Невдовзі, однак, їх звільнили.
1753 року де ла Серда прибув до Картахени, куди був відряджений для боротьби з піратами й контрабандистами. 1755 року він отримав звання віцеадмірала, а за два роки став членом Вищої військової ради.
У березні 1760 року королівським указом Мессія був призначений на посаду віце-короля Нової Гранади. Разом з ним до колонії прибув видатний ботанік Хосе Селестіно Мутіс, який пізніше очолив королівську ботанічну експедицію, що мала на меті дослідження флори та фауни Нової Гранади. Наприкінці лютого 1761 року новий віце-король прибув до Боготи. У вересні 1762 року він повернувся до Картахени, отримавши звістку про блокаду Гавани англійцями. 1763 року знову повернувся до столиці.
За дорученням корони Мессія запровадив податок на тютюн. Також він вживав заходів до розвитку видобувної галузі Нової Гранади, приділяв значну увагу будівництву дороги з Боготи до Каракаса. Де ла Серда підтримував вищу освіту й запровадив поштову монополію. Окрім того він підвищив податок на місцевий алкоголь, що в травні 1765 року призвело до повстання в Кіто.
За свого врядування де ла Серда надавав допомогу губернатору провінції Дар'єн у відбитті нападів індіанців-куна. Також він організував кілька походів проти народів чіміла та Ґуахіро, ще не підкорених іспанцями, втім ті кампанії значного успіху не принесли. Окрім того, віце-король був змушений відбивати атаки індіанців на місто Кояїма, де повстанці вбили кількох осіб і спалили кілька будинків, змусивши тікати місцевого управителя. 1767 року він відновив лад у місті Нейва після іншого повстання.
8 грудня 1766 року Мессія розпочав будівництво кафедрального собору в Санта-Марті. Попри свої симпатії до членів Товариства Ісуса, де ла Серда за наказом короля Карла III вигнав з Нової Гранади єзуїтів (так само, як і з інших іспанських домініонів), а також створив механізм керування майном ордена.
1771 року король задовольнив клопотання Педро Мессії щодо повернення на батьківщину до прибуття нового віце-короля Мануеля Ґуріора. 14 вересня 1772 де ла Серда залишив Картахену й вирушив до Іспанії, де прожив десять років і помер 1783.